# Ивановская (Усть-Кубинский район)
Ивановская — деревня в Усть-Кубинском районе Вологодской области.
Входит в состав Троицкого сельского поселения, с точки зрения административно-территориального деления — в Троицкий сельсовет.
Расстояние по автодороге до районного центра Устья — 45 км, до центра муниципального образования Бережного — 3 км. Ближайшие населённые пункты — Куркинская, Острецово, Федоровская, Заовражье, Кузьминская.
По переписи 2002 года население — 9 человек.